# Картер, Тайсон
Тайсон Грегори Картер (англ. Tyson Gregory Carter; род. 14 января 1998, Старквилл, штат Миссисипи, США) — американский профессиональный баскетболист, играющий на позиции атакующего защитника.

## Карьера
Картер играл в баскетбол в школе Старквилля, где его отец работал главным тренером. В последний год обучения Тайсон был признан игроком года в штате Миссисипи и принял участие в «Матче всех звёзд» штатов Миссисипи и Алабама.
В июне 2020 года Картер подписал свой первый профессиональный контракт с «Лаврио». В составе команды Тайсон стал серебряным призёром чемпионата Греции и был включён в символическую пятёрку турнира. В 33 матчах его статистика составила 13,8 очка, 3,3 подбора и 2,7 передачи.
В августе 2021 года Картер подписал с «Лаврио» новый контракт. В чемпионате Греции Тайсон набирал 16,5 очков, 2,9 передачи и 2,8 подбора. После 6 матчей Лиги чемпионов ФИБА Картер был самым результативный «Лаврио» – 17,8 очка в среднем за игру.
В декабре 2022 года Картер перешёл в «Зенит». В составе команды Тайсон стал чемпионом Единой лиги ВТБ и чемпионом России. В 20 матчах Единой лиги ВТБ отметился статистикой в 6,6 очка, 2,7 передачи и 1,6 подбора.

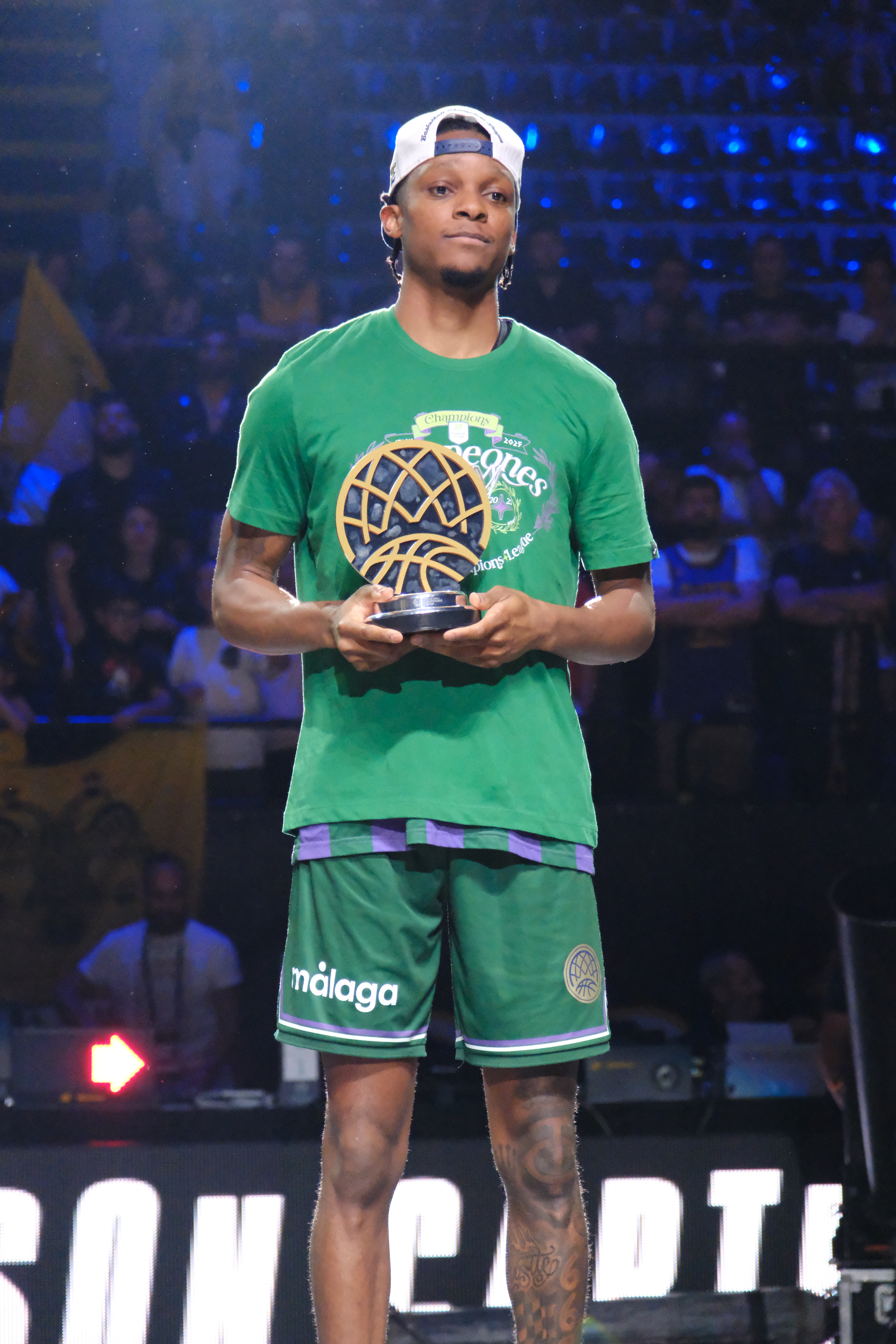
Тайсон Картер получает награду «Самого ценного игрока «Финала четырёх» Лиги чемпионов ФИБА 2024/2025

В августе 2022 года Картер перешёл в «Уникаху» на правах аренды. В составе команды Тайсон стал победителем Кубка Испании и был признан «Самым ценным игроком» турнира.
В августе 2023 года Картер расторг контракт с «Зенитом» по соглашению сторон и подписал 2-летний контракт с «Уникахой».
В сезоне 2023/2024 Картер стал победителем Лиги чемпионов ФИБА.

## Достижения
- Обладатель Межконтинентального кубка ФИБА: 2024
- Победитель Лиги чемпионов ФИБА (2): 2023/2024, 2024/2025
- Чемпион Единой лиги ВТБ: 2021/2022
- Чемпион России: 2021/2022
- Серебряный призёр чемпионата Греции: 2020/2021
- Обладатель Кубка Испании: 2023
- Серебряный призёр Суперкубка Испании: 2023